# What a beautiful memory 2008
『What a beautiful memory 2008』（ワット・ア・ビューティフル・メモリー・ツーサウザンドエイト）は、日本の音楽ユニット・ZARDの4作目の映像作品。

## 概要
- 2007年に行われた追悼ライブ「What a beautiful memory」の追加公演で、坂井泉水逝去から1周忌にあたる2008年5月27日に行われた国立代々木競技場でのライブを中心に収録したライブDVDである。
- ライブ全編をそのまま収録しているのではなく、その年のライブ初披露の楽曲などを中心に収録している。そのため2008年の公演が全曲収録されているわけではない。他年度の作品と同楽曲を収録する場合には、映像違いのバージョンを収録するなどの配慮が見られる。 ZARDの20周年公式サイトのディスコグラフィーでどの作品がバージョン違いかの確認が可能である[2]。

## 収録曲
1. 国立代々木競技場～ドキュメント
2008年5月27日当日のドキュメント映像。坂井泉水の楽屋風景も挿入されている。
2. 揺れる想い
3. Season
青いセーターで「揺れる想い」と同様のセットで歌う映像。映像自体は初公開ではないが、当該曲の歌唱映像として公開されるのは初である。演奏は1番のみ。
4. ひとりが好き
完全初公開映像。全身黒のジャケットとパンツを着用し、スモークが炊かれる中、歌う様子が公開された。演奏は1番のみ。
5. 不思議ね…
黒いセーターとジーパンを着用して歌う完全初公開映像。
6. I want you
大量のスモークが炊かれる中歌う映像。映像自体は過去に他の曲で断片的に使用されていた映像であるが、当該曲での歌唱映像としての公開は初である。
7. 突然
完全初公開映像。黒と白のボーダーシャツを着用しスタジオ収録された歌唱映像と、アルバム「永遠」の「遠い星を数えて」のPVとして使用されていた映像の未公開映像の混合で披露されている。演奏は2番のサビまでである。
8. 素直に言えなくて
完全初公開映像。商品化より前に2008年6月にテレビ朝日系で放送された特別番組「坂井泉水の永遠の今」のエンディングでライブ映像全編が放送され、2009年に再びシングル化された時のPVとしても使用された。楽曲のエンディングの再現として、バンドマスターの大賀好修と当時Naifuの森下志音のダブルギター演奏で披露されている。
9. 愛は暗闇の中で
完全初公開映像。楽曲にコーラスで参加したゲストの上木彩矢が登場した。2007年の公演ではシングルバージョンで演奏されていたが、2008年の上木彩矢の参加公演からは、新たにレコーディングされたバージョンで披露されている。坂井泉水が書き加えた4行の歌詞は坂井泉水直筆のテロップが使用された。2008年の上木彩矢参加以降の公演映像が収録されたため、2007～2008年の追加公演にかけて披露されたシングルバージョンのライブ映像は商品化とならなかった。
10. もっと近くで君の横顔見ていたい
2004年のツアー「What a beautiful moment」のライブ映像に、ゲストの大野愛果のコーラス映像を加え披露された。
11. かけがえのないもの
様々な作品で撮影されていた初公開写真やジャケットを使用している。他年度とは編集の違った映像を収録。
12. あなたに帰りたい
完全初公開映像。黒いキャミソールを着用した坂井泉水が、一人佇んで歌う映像。「ミュージックステーション」のスタッフにより撮影されており、2007年の追悼ライブにて初公開された歌唱映像である。フルサイズで演奏され、冒頭のアコースティックギター演奏はオリジナルカラオケ音源にて再現、エンディングのバイオリン演奏は生演奏にて再現されている。なお、観客に青く光るペンライトが配られ演出として使用された。
13. こんなにそばに居るのに
冒頭ではインストゥルメンタルで披露され、全参加バンドメンバーの紹介に充てられている。メンバー紹介が終了後、既に「ZARD BEST The Single Collection 〜軌跡〜」の特典VHSで公開されているPVと初公開の映像を混合させた映像で披露された。2007年の公演でも当該曲がメンバー紹介の時間として充てられており、「ZARD Premium Box 1991-2008 Complete Single Collection」の特典DVDには2007年9月14日の日本武道館でのライブ演奏が収録されている。
14. 見つめていたいねドキュメント
2008年2月10日の「イズミティ21」公演でのみで演奏された「見つめていたいね」にのせて、2008年の追加公演全会場でのドキュメント映像が収録されている。
15. きっと忘れない
2008年に発売された「翼を広げて/愛は暗闇の中で」の初回限定盤の特典DVDに収録されていた映像に、最終公演での演奏シーンを加えて収録されている。
16. 君がいない
17. 心を開いて
他年度と違う編集の映像を使用している。
18. 愛が見えない
2008年度公演で使用された映像を収録している。2007年度公演で初公開されたPVメイキングに加え、スタジオで収録された歌唱映像が初公開されている。スタジオでの映像は坂井のアップのみである。
19. マイ フレンド
既に公開されているロンドンでのPV映像に加え、着用しているTシャツで、回転する照明の下でスタジオで歌唱している初公開映像を混合し披露している。他年度とは映像違い。
20. Don't you see!
既に公開されているPV映像と、初公開となる「Don't you see!」PV・ジャケット撮影メイキングとの混合映像。また坂井泉水がメイクを施されて撮影をしている映像など、様々な撮影シーンも追加されている。他年度とは映像違いである。
21. 翼を広げて
2008年4月5日のサンポートホール高松公演より追加された。過去に「もう少し あと少し…」のPVとしてモノクロで使用されていた映像がカラーで使用され、レコーディングの様子を収録した映像が使用されている。当該曲を直接歌っている映像ではない。
22. 永遠
ゲストの徳永暁人が登場し、演奏とコーラスで参加。
23. あの微笑みを忘れないで
2009年発売の「素直に言えなくて」の初回限定盤特典DVDに収録されていた映像。
24. 負けないで
PVとして使用されているのは、1993年2月5日に「ミュージックステーション」に生前最後に出演した時のもので、エンドロールには「Special Thanks to テレビ朝日"MUSIC STATION"」のテロップが入っている。

なお、エンドロールで使用されているのは「少女の頃に戻ったみたいに」である。